# El Carmen (Murcia)
El barrio del Carmen es el barrio más poblado de la ciudad de Murcia (España), con 20 279 habitantes. Se encuentra al sur del río Segura, formando el distrito del mismo nombre junto a los barrios de Buenos Aires y Nuestra Señora de la Fuensanta. Se le conoce popularmente como El Barrio.

## Historia

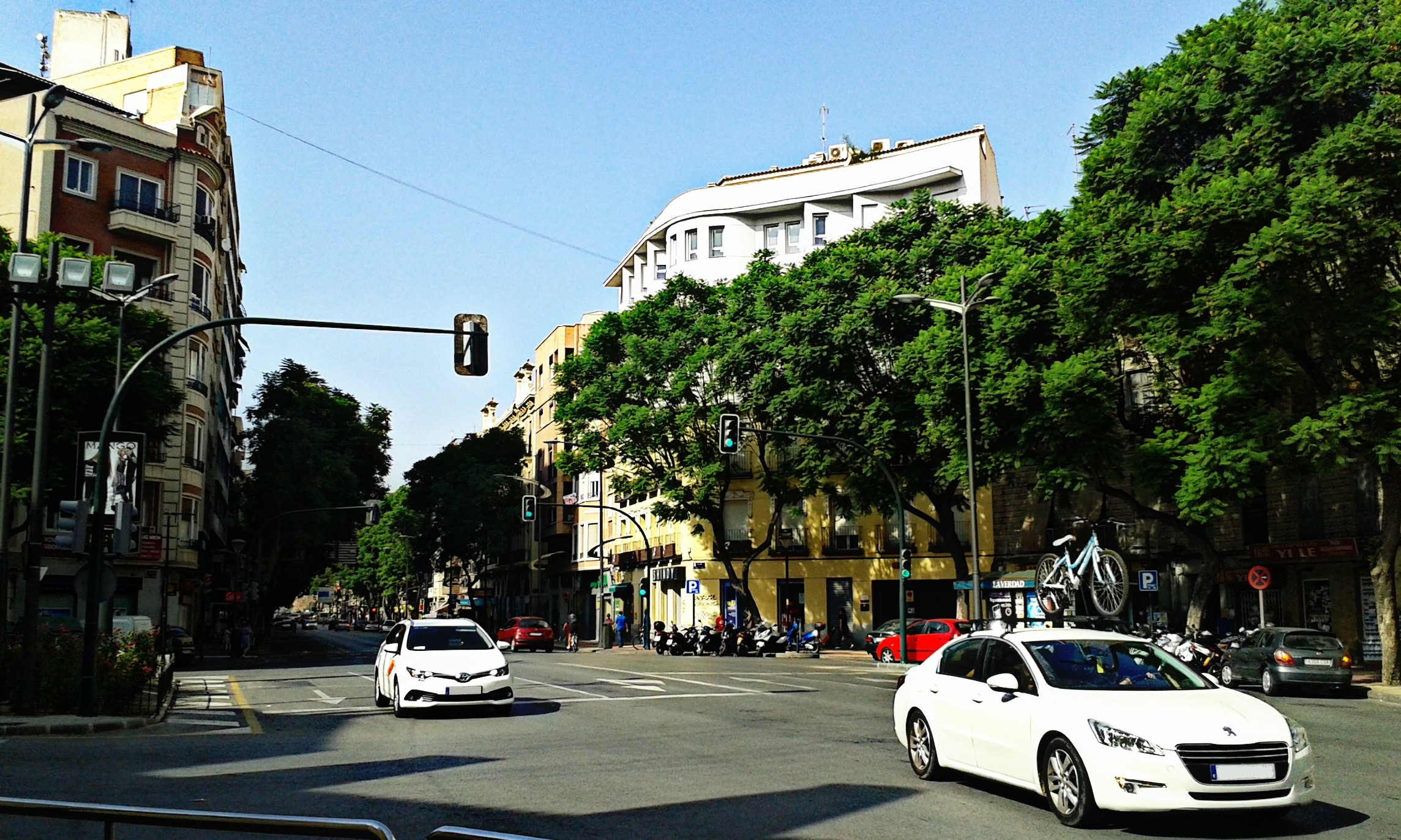
Vista de la calle Floridablanca desde la plaza González Conde

Primigeniamente era una zona de huerta próxima a la ciudad de Murcia situada al otro lado del río Segura, denominada partido de San Benito por la presencia de una ermita con dicha advocación, también había varios conjuntos conventuales, de carmelitas y capuchinos, así como el antiguo camino a Cartagena. 
En el siglo XVIII, la ciudad de Murcia vivió un auge urbano que le llevó a diseñar su primer ensanche al otro lado del río, en terrenos del partido de San Benito, siendo el origen del barrio del Carmen. Allí se construyó, por iniciativa del conde de Floridablanca, una nueva carretera a Cartagena (la actual calle Floridablanca) así como unas alamedas, sirviendo de eje la iglesia del convento de los carmelitas. También en aquel momento se edificó la primera plaza de toros en la bajada del puente de los Peligros, el Parador del Rey o el Matadero viejo, consolidándose la ocupación humana en la margen derecha del Segura. Ya en el XIX también se edificó en el barrio la estación de ferrocarril, propiciando su condición de zona industrial, entre los que destacaron la Fundición Peña, las fábricas de harinas La Innovadora o La Constancia y la fábrica de maderas y muebles Alejandro Delgado y Cia.
En el barrio se creó igualmente el primer jardín de la ciudad, el Jardín de Floridablanca, primitiva alameda plantada por primera vez en 1786, y reformado a mediados del siglo XIX, es el primer jardín público de España. Destaca asimismo el Cuartel de Artillería, reconvertido en equipamiento cultural.
En el Carmen se encuentra el Puente de los Peligros, que une el barrio con el centro de la ciudad. Este puente es el más antiguo de Murcia y en cuyo margen, dentro del Carmen, se encuentra el templete neoclásico de la Virgen de los Peligros.

## Fiestas

### Semana Santa
Una de las manifestaciones culturales más conocidas del barrio es la procesión del Miércoles Santo, dentro de la Semana Santa, conocida popularmente como Los Coloraos cuyo punto de salida es la Iglesia del Carmen. Esta Iglesia acoge la sede de la archicofradía de la Preciosísima Sangre de Nuestro Señor Jesucristo, cuyo centenario y rico patrimonio, con obras del Nicolás de Bussy, Roque López o Juan González Moreno, son una obra referente en la Semana Santa murciana.

### Fiestas en honor a la patrona Virgen del Carmen
Durantes estas fiestas se reviven las tradiciones y costumbres de los carmelitanos. Entre los actos religiosos destaca la Novena a la Santísima Virgen del Carmen, junto a la vigilia mariana de la Adoración, cada año tiene lugar la Ofrenda de flores. Por último tiene lugar un Certamen Internacional de Tunas.
Con motivo de las fiestas y coincidiendo con la festividad del día 16, recorre las calles de Murcia, la procesión está organizada por la Cofradía de Nuestra Señora del Carmen.
Estas fiestas, que según los historiadores se remontan a hace ya más de un siglo, comienzan la segunda semana de julio.

## Patrimonio
El barrio del Carmen contiene un importante patrimonio artístico, aunque de alguno sólo queda hoy el testimonio gráfico, como fueron los pabellones que se construyeron en el jardín de Floridablanca para albergar la Exposición Agrícola y Minera de 1900, o el Matadero. Otros elementos que todavía forman parte de la geografía urbana del barrio son la Iglesia Arciprestal del Carmen, la estación de ferrocarril, la plaza de Camachos, el Cuartel de Artillería o el jardín de Floridablanca con sus estatuas, además del templete de la Virgen de los Peligros y el puente.
Uno de los hechos más significativos en la historia de este barrio y del que queda testimonio arquitectónico fue la llegada de la Universidad, creada en 1915, que eligió las escuelas graduadas del barrio para servirle de sede entre 1920 y 1935. El antiguo colegio del Carmen albergó durante años la primera Facultad de Derecho.

## Centros culturales
| Centros culturales                                           |
| ------------------------------------------------------------ |
| Asociación Cultural Wyrdamur                                 |
| Asociación Amigos de la Gaita y de la Percusión              |
| Centro de Cultura Popular y Promoción de Adultos “El Carmen” |
| Asociación Literaria Renglones                               |
| Federación de Viudas                                         |
| Caballeros de la Fuensanta                                   |
| Federación de tiempo libre de mayores (FENIMA)               |
| Asociación Scouts del Carmen ()                              |
| Asociación de comerciantes del Barrio del Carmen             |
| Asociación juvenil “Sloth 25,17”                             |
| Centro de cultura popular y promoción de adultos             |
| Asociación amigas del bolillo                                |
| Asociación de vecinos del Barrio del Carmen                  |
| Asociación Peña Huertana El Tablacho                         |
| Amigos de la bici                                            |
| Asociación amigos del ferrocarril                            |
| Centro de la Mujer (CEMCAR)                                  |
| Asociación de Vecinos Carmelitanos                           |

## Personas destacadas
- Jaime Lorente, actor.
- Miguel Maldonado, realizador, humorista, presentador.
- José Daniel Espejo Balanza, poeta.